# PISTOL (曲)
PISTOLは、日本のヴィジュアル系ロックバンド、12012のインディーズ6thシングル。2006年9月20日にリリース。

## 作品情報
- 3か月連続リリースの第1弾。
- 「少年」を主人公とした物語の、前シングル「Heart」以降の展開を描いた話になっており、新たに「six」と呼ばれる人物が登場し、「少年」を罠にかける、という設定。次シングル「罠」と次々シングル「Over...」で１つの物語になっている。

## 収録内容
1. PISTOL （作詞：W.Miyawaki 作曲：12012）
「six」によって罠にかけられた「少年」の心情を綴った曲。タイトルのPISTOLとは「six」によって罠にかけられた少年が取った手段を指している。
2. want,want,want （作詞：W.Miyawaki 作曲：H.Sakai）
シンセサイザーの打ち込みからバンドサウンドと組み合わせっていく。「PISTOL」以降の少年の行方について描かれており、逮捕され独房に入れられてしまう、という設定になっており、歌詞は独房の中での心情を綴った内容になっている。

| スタブアイコン | サブスタブ | この項目は、まだ閲覧者の調べものの参照としては役立たない、シングルに関連した書きかけの項目です。この項目を加筆・訂正などしてくださる協力者を求めています（P:音楽/PJ:楽曲）。 |